# M/T Frankopan
M/T Frankopan (M/T=Motor Tanker) är ett av flera oljetankerfartyg i tjänst hos Tankerska Plovidba d.d., ett rederi i Zadar, Kroatien. Det namngavs efter Fran Krsto Frankopan, kroatisk adelsman och medlem av familjen Frankopan, en framgångsrik poet och politiker under 1600-talet. Fartyget användes ute på Medelhavet.